# Bořitov
Bořitov – wieś i gmina w powiecie Blańskim w Czechach. Gmina zajmuje 9,92 kilometrów kwadratowych a na początku stycznia 2017 roku zamieszkiwało ją 1302 osoby.